# Dege Parkhang

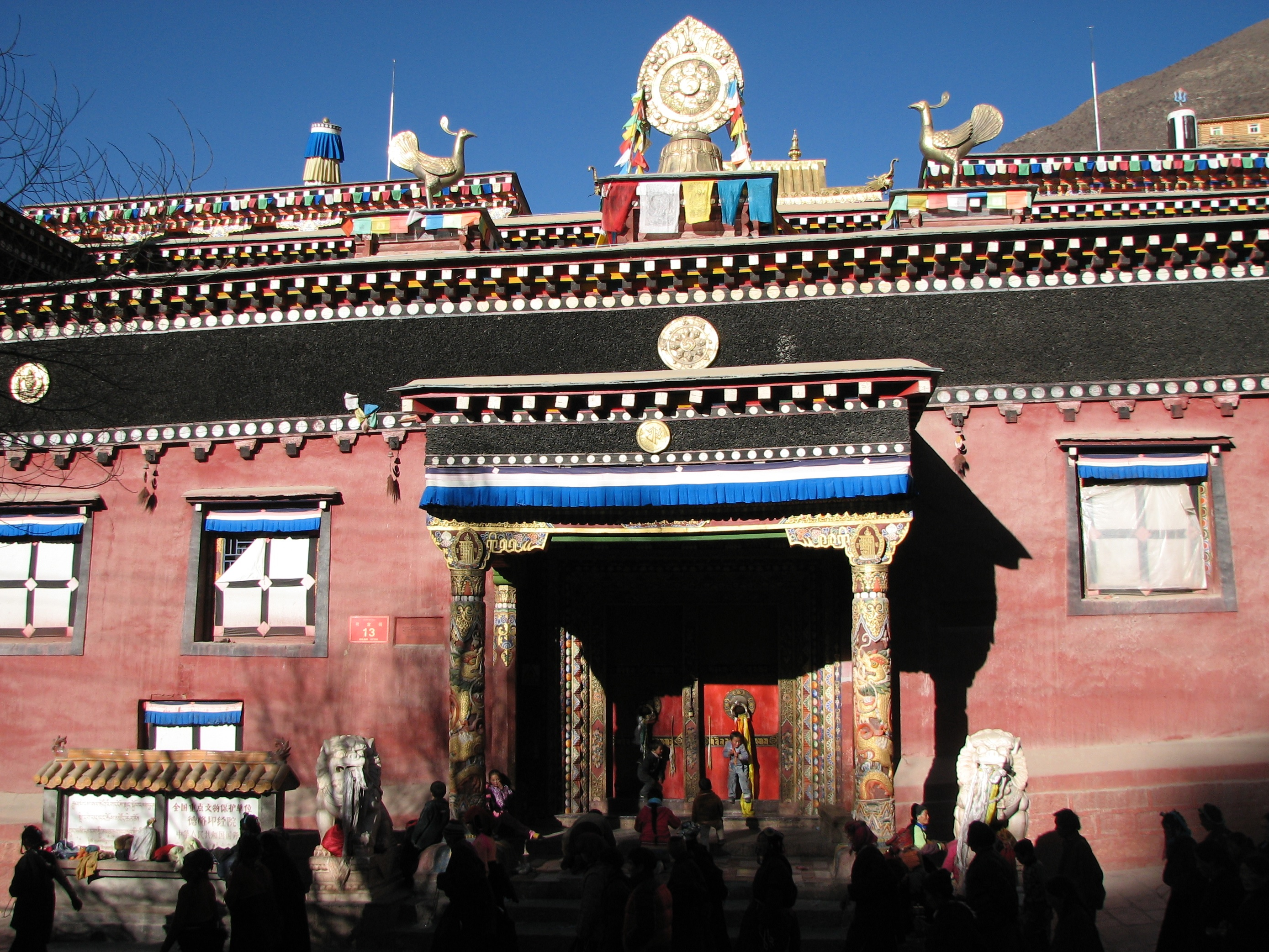
Eingangstor Dege Parkhang

Dege Parkhang (tibetisch སྡེ་དགེ་པར་ཁང Wylie sde dge par khang) ist eine berühmte, traditionelle Druckerei in Osttibet, in der Druckstöcke für Blockdrucke hergestellt und aufbewahrt wurden. Der vollständige Name der Druckerei lautet „Dege Parkhang Chödzö Chenmo“ (tib.: sde dge par khang chos mdzod chen mo; „Druckhaus von Dege, großer Schatz des Dharma“). Eine weitere wichtige Druckerei in Osttibet war das Druckhaus des Klosters Pelpung.

## Lage und Alter
Dege Parkhang gehört zum Kloster Dege Gönchen Lhündrub Teng (tib.: sde dge dgon chen lhun grub steng) und befindet sich, wie im  Namen angegeben, im heutigen Kreis Dege des Autonomen Bezirks Kardze. Dege Gönchen Lhündrub Teng wurde im 15. Jahrhundert von dem berühmten Thangtong Gyelpo (tib.: thang stong rgyal po; 1361–1485) gegründet und diente bis zum Jahre 1909 auch als Sitz der Könige von Dege. Die Druckerei wurde in der ersten Hälfte des 18. Jahrhunderts von dem König Tenpa Tshering (tib.: bstan pa tshe ring; 1678–1738) eingerichtet. Sie besteht aus einem mehrstöckigen Gebäude, das insbesondere als Lager für eine große Zahl von Druckstöcken diente, von denen in der Regel gegen Bezahlung Abzüge angefertigt werden konnten. Anhand des Druckereikatalogs kann abgeschätzt werden, dass Dege Parkhang einst zwischen vier- und fünfhunderttausend Druckstöcke beherbergte. Heute wird die Zahl der Druckstöcke mit ca. 290.000 angegeben.

## Gedruckte Werke

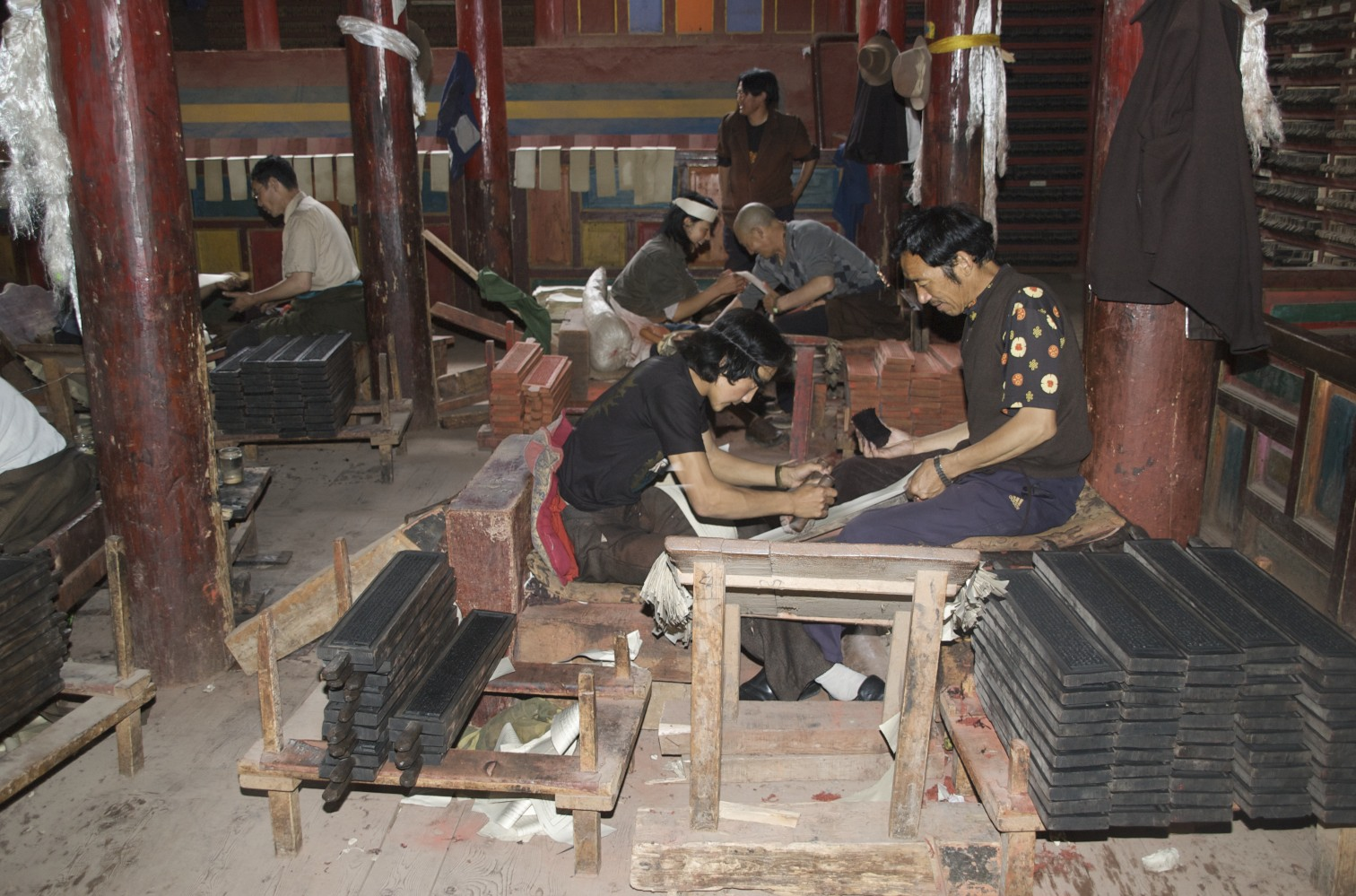
Dege Parkhang ist berühmt für seine Typografie

Das Angebot Dege Parkhangs umfasste religiöse Textsammlungen, gesammelte Werke bedeutender Lehrmeister der Sakya-Schule, Werke zur tibetischen Grammatik und Lexikographie, historiographische Texte wie Biographien, Werke zur Geschichte des Buddhismus und Genealogien, Werke zur Poetik, Astronomie, Kalenderrechnung, Logik und Medizin, womit ein Großteil der Genres tibetischer Literatur abgedeckt war.
Die Dege-Ausgabe des Kanjur (tib. bka' 'gyur; „Übersetzung der Worte (des Buddha)“) und des Tanjur (tib. bstan 'gyur; „Übersetzung der Lehrwerke“) (s. a. Buddhistischer Kanon) gehört zu den bekanntesten Erzeugnissen der Druckerei.

## Denkmalcharakter
Seit 1996 steht die Druckerei Dege Parkhang auf der Liste der Denkmäler der Volksrepublik China (4-183).